# Le bonheur des autres
Le bonheur des autres is een film van Charles L. Bitsch (1990) met Claude Jade, Roger Miremont, Yves Afonso, Féodor Atkine, Nathalie Courval.

## Verhaal
Een rustig echtpaar (Claude Jade, Roger Miremont) met zoon woont op de begane grond van een groot huis en geniet van de kleine dingen des levens, tot er op de eerste etage nieuwe huurders intrekken, wier voornaamste bezigheid het begluren van de buren is. Met welk doel?